# Leskovčić
Leshkoshiq en albanais et Leskovčić en serbe latin (en serbe cyrillique : Лесковчић) est une localité du Kosovo située dans la commune/municipalité d'Obiliq/Obilić, district de Pristina (Kosovo) ou district de Kosovo (Serbie). Selon le recensement kosovar de 2011, elle compte 703 habitants, tous albanais.

## Démographie

### Évolution historique de la population dans la localité
| 1948 | 1953 | 1961 | 1971 | 1981 | 1991  | 2011 |
| ---- | ---- | ---- | ---- | ---- | ----- | ---- |
| 446  | 552  | 632  | 744  | 930  | 1 081 | 703  |

|  |